# Sylve Bengtsson
Sylve Bengtsson, född 2 juli 1930 i Halmstad, Hallands län, död 30 april 2005 i Martin Luthers församling, Halmstad, var en svensk fotbollsspelare (anfallare).
Han var 28-faldig landslagsman som blev allsvensk skyttekung säsongen 1955/56.
Bengtsson spelade i Halmstads BK och Hälsingborgs IF,  samt deltog i det landslag som vid OS i Helsingfors tog brons.

## Karriär
Sylve Bengtsson började spela fotboll i Halmstads BK där han blev svensk juniormästare 1946 och 1947. Den 26 oktober 1947 debuterade han endast 17 år gammal i Allsvenskan, mot Djurgårdens IF. HBK åkte dock ur högsta serien säsongen 1947/48 och Bengtsson värvades till Hälsingborgs IF.

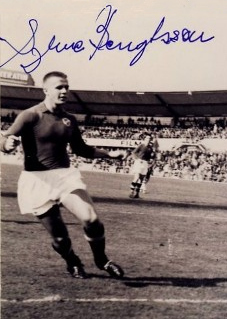
Sylve Bengtsson på Råsunda i en match mot AIK 12 maj 1959.

Under de fem åren i Hälsingborg utvecklades Bengtsson till landets främsta vänsterytter. Redan 1950, vid 20 års ålder, var han färdig att debutera i A-landslaget. Med en fin teknik och snabbhet och ett kraftfullt distansskytte förenade han spelintelligens och väl utvecklad känsla för taktik. Under åren bidrog han starkt till HIF:s ständiga topplaceringar i Allsvenskan. Totalt blev det 154 matcher för klubben.
År 1952 deltog Bengtsson i OS i Helsingfors där han och det svenska landslaget erövrade bronsmedaljen. Hösten 1953 gick han tillbaka till moderklubben Halmstads BK som denna säsong vann division II södra Götaland och gick upp i Allsvenskan. Påföljande säsong, 1954/55, var han den tongivande spelaren i det lag som i och med en andraplats bärgade stora silvret, klubbens dittills största framgång. Bengtsson vann nästkommande säsong den allsvenska skytteligan med 22 mål, i genomsnitt exakt ett mål per match.
Under andra halvan av 1950-talet kom Bengtsson att lämna vänsterytterpositionen för att mestadels spela som centerforward. Under säsongerna 1964/65 och 1965/66 spelade han åter allsvenskt för Hälsingborgs IF. 
Bengtsson gjorde under sin fotbollskarriär 28 A-landskamper, 19 stycken under HIF-tiden och 9 under tiden i Halmstads BK. Under sin karriär gjorde han sammanlagt 108 mål i Allsvenskan.
Bengtsson var även verksam som tränare och ledare i Halmstads BK under några perioder på 60- och 70-talet och tog HBK tillbaka till Allsvenskan 1971 efter en lång bortovaro, senast 1959, från högsta serien. Tränarkarriären omfattade även Laholms FK och Gnosjö IF.